# The Grocery Boy
The Grocery Boy è un cortometraggio animato del 1932 diretto da Wilfred Jackson della serie Mickey Mouse.

## Trama
Topolino e Pluto sono dei commessi di un negozio alimentare che devono consegnare in fretta a domicilio un sacco di verdure a Minnie, la quale inizia a scherzare con lui facendo finta di non ringraziarlo. Topolino decide così di andarsene, ma invece della porta apre per sbaglio una tavola di un ferro da stiro che gli cade in testa. Minnie riesce a curare il bernoccolo del fidanzato dandogli un bacio, ma improvvisamente ritorna a cucinare odorando il fumo di un tacchino messo nel forno quasi bruciato. Topolino decide così di aiutarla a cucinare, ma alla fine arriva Pluto che ruba il tacchino nel forno. Da questo si creano vari inseguimenti fra i tre personaggi che alla fine distruggono correndo tutti i mobili della casa.

## Distribuzione
Negli Stati Uniti uscì il 3 febbraio 1932; il film non è stato doppiato in italiano.